# Peponidium humbertianum
Peponidium humbertianum är en måreväxtart som först beskrevs av Alberto Judice Leote Cavaco, och fick sitt nu gällande namn av Razafim., Lantz och Birgitta Bremer. Peponidium humbertianum ingår i släktet Peponidium och familjen måreväxter.
Artens utbredningsområde är Madagaskar. Inga underarter finns listade i Catalogue of Life.